# 2007-es asztalitenisz Európa-bajnokság
A 2007-es asztalitenisz Európa-bajnokságot 2007. március 25. és április 1. között rendezték meg Belgrádban. Érmet szerzett sportolók:

## Férfiak versenye
|        | Arany                                                                  | Arany                     | Ezüst                                                              | Ezüst                        | Bronz | Bronz                                                |
|        | Név                                                                    | Nemzetiség                | Név                                                                | Nemzetiség                   | Név | Nemzetiség                                           |
| Egyes  | Timo Boll                                                              | Németország               | Vladimir Szamszonov                                                | Fehéroroszország             | Dimitr Ovtcharov Michael Maze | Németország · Dánia                                  |
| Páros  | Timo Boll Christian Süss                                               | Németország · Németország | Lucjan Blaszczyk Ran Ruiwi                                         | Lengyelország · Horvátország | Dmitrij Mazunov Alekszej Szmirnov Werner Schlager Patrick Chila                                                                        | Oroszország · Oroszország · Ausztria · Franciaország |
| Csapat | Timo Boll Christian Süss Jörg Rosskopf Dimitr Ovtcharov Bastian Steger | Németország               | Zoran Primorac Tan Rui Wu Roko Tosic Tomislav Zubcic Andrej Gacina | Horvátország                 | Dmitrij Mazunov Alekszej Szmirnov Werner Schlager Patrick Chila Lucjan Blaszczyk Daniel Gorak Oawel Chmiel Bartosz Such Jakub Kosowski | Románia · Lengyelország                              |

## Nők versenye
|        | Arany                                           | Arany                          | Ezüst                                                                             | Ezüst                       | Bronz | Bronz                                                 |
|        | Név                                             | Nemzetiség                     | Név                                                                               | Nemzetiség                  | Név | Nemzetiség                                            |
| Egyes  | Jiao Li                                         | Hollandia                      | Ni Xia-Lian                                                                       | Luxemburg                   | Viktorija Pavlovics Irina Kotyihina | Fehéroroszország · Oroszország                        |
| Páros  | Szvetlana Ganyina Viktorija Pavlovics           | Oroszország · Fehéroroszország | Póta Georgina Tóth Krisztina                                                      | Magyarország · Magyarország | Wu Jiaduo Elke Wosik Tan Monfardini Wenling Nikoleta Stefanova                                                                         | Németország · Németország · Olaszország · Olaszország |
| Csapat | Póta Georgina Tóth Krisztina Lovas Petra Li-Bin | Magyarország                   | Szvetlana Ganyina Irina Kotyihina Okszana Fagyejeva Irina Palina Julija Prohorova | Oroszország                 | Nicole Struse Wu Jiaduo Elke Wosik Kristin Silbereisen Laura Stumper Tan Monfardini Wenling Nikoleta Stefanova Laura Negrisoli Wang Yu | Németország · Olaszország                             |

## Vegyes páros
| Arany                                           | Arany              | Ezüst                          | Ezüst                     | Bronz                                                       | Bronz                                                    |
| Név                                             | Nemzetiség         | Név                            | Nemzetiség                | Név                                                         | Nemzetiség                                               |
| Alexander Karakasevics Ruta Pasauskiene-Budiene | Szerbia · Litvánia | Fodor Kuzmin Okszana Fagyejeva | Oroszország · Oroszország | Pázsy Ferenc Póta Georgina Alekszej Szmirnov Tóth Krisztina | Magyarország · Magyarország · Oroszország · Magyarország |

## Éremtáblázat
| Helyezés | Ország           | Arany | Ezüst | Bronz | Összes érem |
| -------- | ---------------- | ----- | ----- | ----- | ----------- |
| 1.       | Németország      | 3     | -     | 3     | 6           |
|          | Oroszország      | 1     | 2     | 3     | 6           |
| 3.       | Magyarország     | 1     | 1     | 2     | 4           |
| 4.       | Fehéroroszország | 1     | 0     | 0     | 1           |
|          | Hollandia        | 1     | 0     | 0     | 1           |
|          | Litvánia         | 1     | 0     | 0     | 1           |
|          | Szerbia          | 1     | 0     | 0     | 1           |
| 8.       | Horvátország     | 0     | 2     | 0     | 2           |
| 9.       | Luxemburg        | 0     | 1     | 0     | 1           |
| 10.      | Olaszország      | 0     | 0     | 2     | 2           |
| 11.      | Ausztria         | 0     | 0     | 1     | 1           |
|          | Dánia            | 0     | 0     | 1     | 1           |
|          | Franciaország    | 0     | 0     | 1     | 1           |
|          | Lengyelország    | 0     | 0     | 1     | 1           |
|          | Románia          | 0     | 0     | 1     | 1           |